# サビエルカンパーナ
株式会社サビエルカンパーナは、山口県でベーカリーをはじめとする外食産業を展開していた企業。本店は山口県山口市亀山町（山口サビエル記念聖堂麓）。

## 概要および社史
東京の大学在学中に不動産会社を設立した沖修二は、1970年代に地元周南市に戻り、実家のガソリンスタンドを継いだ。沖は価格・サービス競争が求められるガソリンスタンド業界で中小企業が生き残る道はないと判断し、1984年にフランチャイズの弁当店の経営に乗り出した。
1986年、沖はヨーロッパ交流中に見たレストランやパン屋をヒントに山口サビエル記念聖堂近くに洋風レストラン「サビエルカンパーナ」を開店。翌年にはドイツから知人のパン焼き職人を招いてベーカリーを併設する。マイスターが作る本場の欧風パンは日本人にはあまり受けず、当初の客層は地元の外国人だったが、次第に日本人からも受け入れられるようになり、1996年には隣接地にホテル・レストラン「ラ・フランチェスカ」を開業した。2004年には岩国市の農業生産法人に資本参加し、パン用小麦「ニシノカオリ」の有機・減農薬生産を開始。同年にスペイン・ナバラ州の伝統的な石窯を導入した。2020年に2階レストランをカフェ業態 "Cafe Nafarroa" に転換した。
2021年（令和3年）9月28日、第二会社方式の事業再生で新会社サビエルカンパーナ株式会社（法人番号6250001018143）を設立。廣文仁を社長に擁立して経営をさせたが、創業者会長沖修二の「西ヨーロッパのパン文化をできる限り自然な食材を使ってパンにし、提供する」という創業のコンセプトから逸脱した現社長との経営方針の相違から、創業者の所有する商標「サビエルカンパーナ、XAVIER CAMPANA」の使用を差し止められ、株式会社Cafe&Bakery VERITAに社名を変更している。